# کانتا ساتو
کانتا ساتو (انگلیسی: Kanta Sato؛ زادهٔ ۱۶ ژوئن ۱۹۹۶) بازیگر اهل ژاپن است. وی از سال ۲۰۱۵ میلادی تاکنون مشغول فعالیت بوده‌است.